# 米田道生

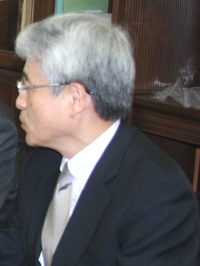
2012年7月

米田 道生（よねだ みちお、1949年6月14日 - ）は、日本の実業家。大阪証券取引所代表取締役社長、日本取引所グループ取締役兼代表執行役グループ最高執行責任者（COO）を歴任。

## 経歴
- 1949年6月 - 長崎市に生まれる
- 1968年3月 - 福岡県立修猷館高等学校卒業

同期に関西電力社長八木誠、3年上級に日本取引所グループ最高経営責任者（CEO）清田瞭がいる
- 1973年3月 - 京都大学法学部卒業
- 1974年4月 - 日本銀行入行
- 1993年10月 - 同電算情報局総務課長
- 1995年7月 - 同秋田支店長
- 1998年5月 - 同札幌支店長
- 2000年4月 - 大阪証券取引所常務理事
- 2001年4月 - 同常務取締役
- 2002年10月 - 同専務取締役
- 2003年12月 - 同代表取締役社長
- 2010年4月 - 同代表取締役社長・社長執行役員
- 2013年1月 - 日本取引所グループ取締役兼代表執行役グループ最高執行責任者（COO）、東京証券取引所取締役
- 2015年6月 - 退任